# Æbleflæsk
Æbleflæsk er en gammel dansk ret, der tilberedes af æbler, stribet flæsk (evt. røget), løg. 
Æbleflæsk anses som en fynsk egnsret, men serveres i andre egne af landet. Æbleflæsk var en af kandidaterne til Danmarks Nationalret, da fødevareminister Dan Jørgensen i 2014 udskrev en konkurrence om den.
På Fyn laves æbleflæsk: 
Røget spæk og bacon skæres i tern og steges brunt og sprødt. Æblerne skrælles og udkernes og koges til mos/grød med lidt æblestykker, æblegrøden smages til med sukker. Røget spæk og bacon blandes i sammen med noget af fedtet. Nydes på frisk fuldkornsrugbrød. 
En anden metode er at flæsket skæres i store tern, steges på panden og æblestykker tilsættes. Endeligt tilsættes brun farin eller sukker. Det er oprindeligt en æbleret, og der skal være mere æble end flæsk. Retten spises varm eller kold med rugbrød, evt. ved at dyppe brødet.
På Sjælland laves æbleflæsk:[kilde mangler] Flæsk, æbler (og løg) skæres i skiver, steges på panden, flæsket skal være sprødt som stegeflæsk. Der skal være ca. lige meget flæsk og æbler.